# Secret of my heart (album Mai Kuraki)
Secret of My Heart – jedyny jak dotychczas anglojęzyczny album Mai Kuraki wydany w Stanach Zjednoczonych 10 stycznia 2002 roku pod pseudonimem Mai-K.

## Spis utworów
1. "Secret Of My Heart"
2. "Did I Hear You Say That You're In Love"
3. "Never Gonna Give You Up"
4. "Baby I Like"
5. "Stay By My Side"
6. "Can't Get Enough ~Gimme Your Love~"
7. "Delicious Way"
8. "Love, Day After Tomorrow"
9. "Stepping ∞ Out"
10. "Baby Tonight ~You & Me~"
11. "Baby I Like -Extacy Vox Mix-"
12. "'s All Right -DJ ME-YA Radical Beat Mix-"